# Abu Hassan
Abu Hassan è un Singspiel in un atto di Carl Maria von Weber (1786-1826) su un libretto tedesco di Franz Carl Hiemer (1768-1822), tratto su un racconto delle Mille e una notte.

## Storia

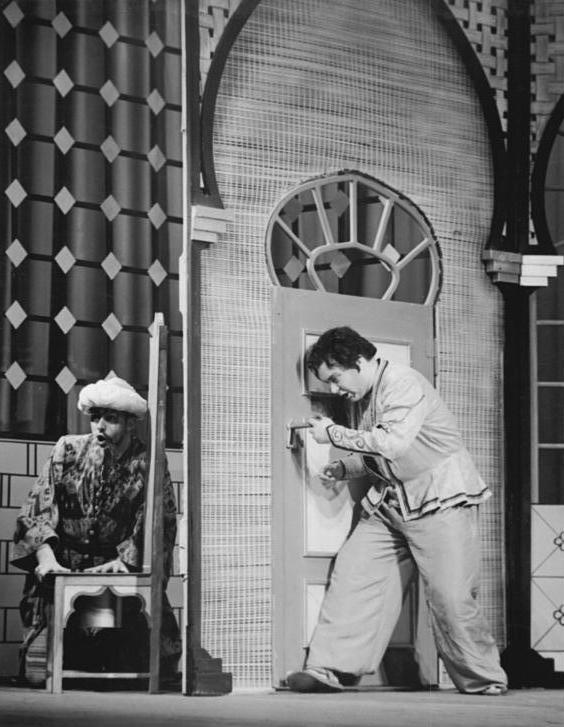
Rappresentazione dellAbu Hassan allArbeitertheaters Dresdens-Niedersedlial di Dresda il 7 giugno 1960; da destra: Peter Schreier interpreta Abu Hassan, Erich Siebenschuh il Califfo

Composta da Weber tra l'11 agosto 1810 e il 12 gennaio 1811, fu rappresentata per la prima volta al Teatro Cuvilliés di Monaco di Baviera il 4 giugno 1811 con la direzione di Peter Winter (1754-1825). Primi interpreti:
- il tenore Georg Mittermaier nel ruolo di Abu Hassan
- il soprano Josefa Flerk nel ruolo di Fatima
- il basso Aloys Muck nel ruolo di Omar

Alla versione della prima furono aggiunti due numeri nel 1813 e nel 1822. Quest'ultima è la data della versione definitiva. L'operetta viene rappresentata ormai di rado; l'ouverture, invece, è abbastanza popolare ed è stata registrata isolatamente molte volte.
Sono note versioni ritmiche in lingua italiana di Rodolfo Paoli e di Salvatore Marchesi de Castrone.

## Trama
Abu Hassan, assaggiatore del califfo di Baghdad, è oberato di debiti e assillato dai creditori. Per raggranellare qualche soldo, Abu Hassan invia la propria moglie Fatima da Zobeide, la moglie del Califfo, per comunicarle la falsa notizia della sua (di Hassan) morte. Fatima riceve da Zobeide 50 monete d'oro e una pezza di broccato. Nel frattempo, dopo che Fatima è uscita per recarsi da Zobeide, i creditori entrano nella casa di Abu Hassan per pignorare qualche oggetto; ma Omar, il principale creditore, avendo frainteso alcune parole di Fatima e credendo che la donna abbia avuto nei suoi confronti parole di amore, si impegna a pagare tutti gli altri creditori.
Dopo che Fatima è tornata a casa con i regali di Zobeide, Abu Hassan si reca a visitare il Califfo per raccontargli una storia simile a quella ideata da sua moglie e ottenere i soldi anche da lui. Mentre Abu Hassan è fuori, Omar entra in casa e chiede un bacio a Fatima; ma il ritorno di Abu Hassan costringe Omar a nascondersi nella stanza attigua, mentre marito e moglie si divertono alle spalle dell'usuraio e della sua paura di essere scoperto da Abu Hassan.
Il califfo e la moglie si raccontano vicendevolmente la vicenda di Abu Hassan e Fatima facendo nascere qualche sospetto nella coppia regale. Il califfo invia Mesrur, un suo uomo fidato, a indagare chi dei due sia morto e, nel caso siano morti entrambi, chi sia morto per primo. Mesrur vedendo Fatima adagiata su un divano e accanto il disperato Abu Hassan, crede che sia morta Fatima; poco dopo che Abu Hassan è uscito per riferire della morte di Fatima al califfo, entra un'ancella di Zobeide la quale però vede una scena speculare: Abu Hassan sul divano e Fatima in lacrime.
Il califfo e la moglie si recano entrambi in casa di Abu Hassan e vedono entrambi coniugi distesi sul divano e immobili, come se fossero morti. Il califfo offre allora mille monete d'oro a chi dica chi dei due coniugi sia morto per primo. Nell'udire la promessa, Abu Hassan e la moglie si alzano nello stesso momento professando ognuno la propria morte. Poi ciascuno dei due chiede perdono al califfo, che lo concede a entrambi. L'usuraio Omar, che aveva pagato i debiti di Hassan nella speranza di vincere il cuore di Fatima, si allontana scornato.